# Casa Antonio Guijarro
La casa Antonio Guijarro es un edificio residencial situado en el municipio español de Huelva, en la provincia homónima. Se encuentra ubicado en el n.º 26 de la calle Rico, en pleno centro histórico.

## Características
El edificio se levantó según un proyecto del arquitecto Francisco Hernández-Rubio fechado en 1910. Se trata de un edificio modernista de dos plantas, cuyo tejado está compuesto por una cubierta abuhardillada en mansarda y revestida de escamas de bronce. El interior se organiza alrededor de un patio central cubierto por una montera, en una planta de tres crujías. La fachada está construida principalmente en piedra y tiene una composición simétrica; en el exterior del edificio destacan los detalles ornamentales, florales y geométricos de inspiración francesa y secesionista.
En la actualidad el edificio acoge dependencias de la administración pública.